# Schendyla apenninorum
Schendyla apenninorum är en mångfotingart som först beskrevs av Henri W. Brölemann och Ribaut 1911.  Schendyla apenninorum ingår i släktet Schendyla och familjen småjordkrypare.
Artens utbredningsområde är Italien. Inga underarter finns listade i Catalogue of Life.